# Red Lion
Red Lion é um distrito localizado no estado norte-americano de Pensilvânia, no Condado de York.

## Demografia
Segundo o censo norte-americano de 2000, a sua população era de 6149 habitantes.
Em 2006, foi estimada uma população de 6091, um decréscimo de 58 (-0.9%).

## Geografia
De acordo com o United States Census Bureau tem uma área de
3,3 km², dos quais 3,3 km² cobertos por terra e 0,0 km² cobertos por água. Red Lion localiza-se a aproximadamente 189 m acima do nível do mar.

## Localidades na vizinhança
O diagrama seguinte representa as localidades num raio de 8 km ao redor de Red Lion.